# Свети Атанасије (Драма)
Свети Атанасије (грч. Άγιος Αθανάσιος, Ајос Атанасиос) је насељено место у општини Доксат у периферији Источна Македонија и Тракија, Грчка. Према попису из 2021. године било је 2.746 становника.
Према бугарском географу и историчару, Василу Канчову, у Светом Атанасију је 1900. године живело 400 Турака, 150 Рома и 120 Аромуна. После Првог светског рата у селу је смештен већи број грчких избеглица, тако је 1920. било 1.068 житеља. Године 1923. турско становништво је принудно исељено у Турску а на њихово место су насељене 452 грчке избегличке породице, којих је на попису из 1928. године било 2.088. Број становника се 1940. године повечао на 2.886 досељавањем нових избеглица. Село се раније звало Борен.